# フェリックス・フォール
フェリックス・フォール（Félix Faure, 1841年1月30日 - 1899年2月16日）は、フランスの政治家。第7代大統領（第三共和政）。

## 生涯
パリで出生。ル・アーヴルにて実業家として成功し、同市の商工会議所会頭、副市長を歴任。1881年にセーヌ＝アンフェリウール県（現セーヌ＝マリティーム県）選出の議員となり、穏健共和派に属する。
ガンベタ内閣で植民地および通商省次官となる。同職は1882-85年、88年と務め、フェリー内閣でも同職にあってタヒチやニューカレドニア、フランス領西アフリカなどの植民地経営を進めた。
1893年に代議員副議長就任。1894年、海軍大臣として入閣。1895年1月、右翼と穏健派の支持を得て王党派のアンリ・ブリッソンを破り、共和国大統領に就任した。
在職中の業績としてはマダガスカルの領有、露仏同盟の強化などが挙げられる。
ドレフュス事件では1898年1月にエミール・ゾラからフォール大統領宛てに新聞紙上にて公開質問状（「私は弾劾する」）を提示された。フォールは軍部の立場や国家の体面を重視する立場から、他の政府首脳や王党派、右翼勢力、カトリック教会等とともに再審に否定的な立場を取っている。
1899年、ドレフュス事件とファショダ事件で共和政への攻勢が強まる中、エリゼ宮内で脳溢血のため急死。在任中の死去であった。両事件の解決は後任のエミール・ルーベの在任期間でなされた。